# Gilena
Gilena ist eine Gemeinde in der Provinz Sevilla in Spanien mit 3.658 Einwohnern (Stand: 2024). Sie liegt in der Comarca Sierra Sud in Andalusien.

## Geografie
Sie befindet sich innerhalb der Sierra Sud. Sie grenzt an die Gemeinden Aguadulce, Estepa, Osuna und Pedrera.

## Geschichte
Die archäologischen Überreste in der Gemeinde gehen bis in die vorrömische Zeit zurück. Die heutige Siedlung wuchs in der Zeit von Al-Andalus und war ein wichtiges landwirtschaftliches Zentrum. Insbesondere Äpfel wurden angebaut. Damals hieß der Ort Lugar de Gilena, später Puebla de Gilena und schließlich Villa de Gilena. Nach der christlichen Eroberung ging der Ort an den Sankt-Jakobs-Orden und schließlich an die Markgrafschaft von Estepa, bis die Gutsherrschaft 1837 abgeschafft wurde.

## Wirtschaft
Wirtschaftlich ist die Landwirtschaft von hoher Bedeutung.

## Sehenswürdigkeiten
- Kirche Iglesia de la Inmaculada Concepción